# Championnat de France junior de football américain
Le championnat de France de football américain des moins de 20 ans (officiellement championnat de France « U20 ») est une compétition sportive française de football américain, créé en 1990 et géré par la Fédération française de football américain (FFFA).
À compter de la saison 2021/2022, le nom de la finale et du trophée remporté par le vainqueur de cette compétition s'intitulent le Casque de Saphir, dont les premiers vainqueurs deviennent les Blue Stars de Marseille.

## Historique
| Saison    | Date (finale)                                        | Vainqueur                                            | Score                                                | Finaliste                                            |
| --------- | ---------------------------------------------------- | ---------------------------------------------------- | ---------------------------------------------------- | ---------------------------------------------------- |
| 1990/1991 | 31 mars 1991                                         | Flash de La Courneuve                                | 14-06                                                | Centaures de Grenoble                                |
| 1991/1992 | 29 mars 1992                                         | Flash de La Courneuve                                | 13-06                                                | Centaures de Grenoble                                |
| 1992/1993 | 28 mars 1993                                         | Argonautes d'Aix-en-Provence                         | 50-16                                                | Flash de La Courneuve                                |
| 1993/1994 | 3 avril 1994                                         | Argonautes d'Aix-en-Provence                         | 43-0                                                 | Templiers d'Élancourt                                |
| 1994/1995 | 19 mars 1995                                         | Argonautes d'Aix-en-Provence                         | 41-0                                                 | Flash de La Courneuve                                |
| 1995/1996 | 28 avril 1996                                        | Gaulois de Sannois                                   | 22-20                                                | Argonautes d'Aix-en-Provence                         |
| 1996/1997 | 30 mars 1997                                         | Gaulois de Sannois                                   | 28-06                                                | Orcs de Châteauroux                                  |
| 1997/1998 | 28 mars 1998                                         | Flash de La Courneuve                                | 22-18                                                | Canonniers de Toulon                                 |
| 1998/1999 | 7 mars 1999                                          | Spartiates d'Amiens                                  | 22-12                                                | Falcons de Bron-Villeurbanne                         |
| 1999/2000 | 26 mars 2000                                         | Flash de La Courneuve                                | 28-14                                                | Argonautes d'Aix-en-Provence                         |
| 2000/2001 | 8 avril 2001                                         | Orcs de Châteauroux                                  | 55-06                                                | Argonautes d'Aix-en-Provence                         |
| 2001/2002 | 7 avril 2002                                         | Cougars de Saint-Ouen-l'Aumône                       | 57-12                                                | Iron Mask de Cannes                                  |
| 2002/2003 | 6 avril 2003                                         | Cougars de Saint-Ouen-l'Aumône                       | 35-13                                                | Black Panthers de Thonon                             |
| 2004      | 16 mai 2004                                          | Black Panthers de Thonon                             | 43-14                                                | Flash de La Courneuve                                |
| 2005      | 15 mai 2005                                          | Flash de La Courneuve                                | 50-25                                                | Argonautes d'Aix-en-Provence                         |
| 2006      | juin 2006                                            | Flash de La Courneuve                                | 32-20                                                | Black Panthers de Thonon                             |
| 2007      | 27 mai 2007                                          | Flash de La Courneuve                                | 35-21                                                | Black Panthers de Thonon                             |
| 2008      | 1er juin 2008                                        | Cougars de Saint-Ouen-l'Aumône                       | 35-14                                                | Black Panthers de Thonon                             |
| 2009      | 24 mai 2009                                          | Cougars de Saint-Ouen-l'Aumône                       | 28-0                                                 | Ours de Toulouse                                     |
| 2010      | juin 2010                                            | Spartiates d'Amiens                                  | 33-23                                                | Dauphins de Nice                                     |
| 2011      | 28 mai 2011                                          | Spartiates d'Amiens                                  | 20-07                                                | Dauphins de Nice                                     |
| 2012      | 27 mai 2012                                          | Flash de La Courneuve                                | 66-06                                                | Dauphins de Nice                                     |
| 2013      | 15 juin 2013                                         | Flash de La Courneuve                                | 23-10                                                | Canonniers de Toulon                                 |
| 2014      | 14 juin 2014                                         | Flash de La Courneuve                                | 15-14                                                | Dauphins de Nice                                     |
| 2015      | 7 juin 2015                                          | Blue Stars de Marseille                              | 37-12                                                | Molosses d'Asnières                                  |
| 2016      | 18 juin 2016                                         | Molosses d'Asnières                                  | 28-21                                                | Flash de La Courneuve                                |
| 2017      | 3 juin 2017                                          | Météores de Fontenay                                 | 07-06                                                | Kangourous de Pessac                                 |
| 2018      | 2 juin 2018                                          | Kangourous de Pessac                                 | 20-15                                                | Flash de La Courneuve                                |
| 2019      | 9 juin 2019                                          | Flash de La Courneuve                                | 27-0                                                 | Black Panthers de Thonon                             |
| 2020      | Saison annulée à la suite de la pandémie de Covid-19 | Saison annulée à la suite de la pandémie de Covid-19 | Saison annulée à la suite de la pandémie de Covid-19 | Saison annulée à la suite de la pandémie de Covid-19 |
| 2021      | Saison annulée à la suite de la pandémie de Covid-19 | Saison annulée à la suite de la pandémie de Covid-19 | Saison annulée à la suite de la pandémie de Covid-19 | Saison annulée à la suite de la pandémie de Covid-19 |
| 2022      | 29 mai 2022                                          | Blue Stars de Marseille                              | 10-08                                                | Flash de La Courneuve                                |
| 2023      | 3 juin 2023                                          | Flash de La Courneuve                                | 20-0                                                 | Pirates de Talence                                   |
| 2024      | 2 juin 2024                                          | Flash de La Courneuve                                | 28-21                                                | Black Panthers de Thonon                             |

## Les clubs de l'édition 2024
| - Flash de La Courneuve - Molosses d'Asnières-sur-Seine - Pole Révolution d'Amiens - Léopards de Rouen - Météores de Fontenay sous Bois - Diables Rouges de Villepinte - Caïmans du Mans |

| - Blue Stars de Marseille - Black Panthers de Thonon les Bains - Ours de Toulouse - Pirates de Talence |

## Palmarès
Dernière mise à jour : après la saison 2024
| Club                           | Nombre de victoires |
| ------------------------------ | ------------------- |
| Flash de La Courneuve          | 13                  |
| Cougars de Saint-Ouen-l'Aumône | 4                   |
| Argonautes d'Aix-en-Provence   | 3                   |
| Spartiates d'Amiens            | 3                   |
| Blue Stars de Marseille        | 2                   |
| Gaulois de Sannois             | 2                   |
| Orcs de Châteauroux            | 1                   |
| Black Panthers de Thonon       | 1                   |
| Molosses d'Asnières            | 1                   |
| Météores de Fontenay           | 1                   |
| Kangourous de Pessac           | 1                   |